# 基礎科学特別研究員
基礎科学特別研究員（きそかがくとくべつけんきゅういん）は、理化学研究所の博士研究員制度。1989年10月、科学技術庁（現文部科学省）が科学技術振興政策の一環として、理化学研究所と連携して創設された。創造的・基礎的な研究の推進を期待される若手研究者に対して、理化学研究所が自由な発想で主体的に研究できる場を提供する制度と謳われている。
特色としては、以下の特色がある。
1. 理化学研究所を研究実施場所として、希望する研究課題と理研の研究領域を勘案して設定した研究課題を自主的に推進できる。
2. 受け入れ研究室の所属長から、研究課題の遂行に関する支援を受けることができる。
3. 理化学研究所の各種施設・機器等を可能な限り活用できる。
4. 3年契約の任期制研究員

制度実施当初は、研究費136万円、謝金月額47.5万円、通勤費実費支給、家賃の一部支給という破格の待遇であった。
競争倍率は1990年時点で約3倍であったが、2010年に約10倍とピークを迎え、2021年時点では6倍程度の倍率である。